# Nipponodrasterius
Nipponodrasterius là một chi bọ cánh cứng trong họ 
Elateridae.
Chi này được miêu tả khoa học năm 1966 bởi Kishii.

## Các loài
Chi này có các loài:
- Nipponodrasterius alpicola Kishii, 1966